# North Ascot
North Ascot es una localidad situada en la autoridad unitaria de Bracknell Forest, del condado de Berkshire, en Inglaterra (Reino Unido), con una población estimada a mediados de 2016 de 10 213 habitantes.
Se encuentra ubicada al sur de la región Sudeste de Inglaterra, al oeste de Londres.